# Theraphosinae

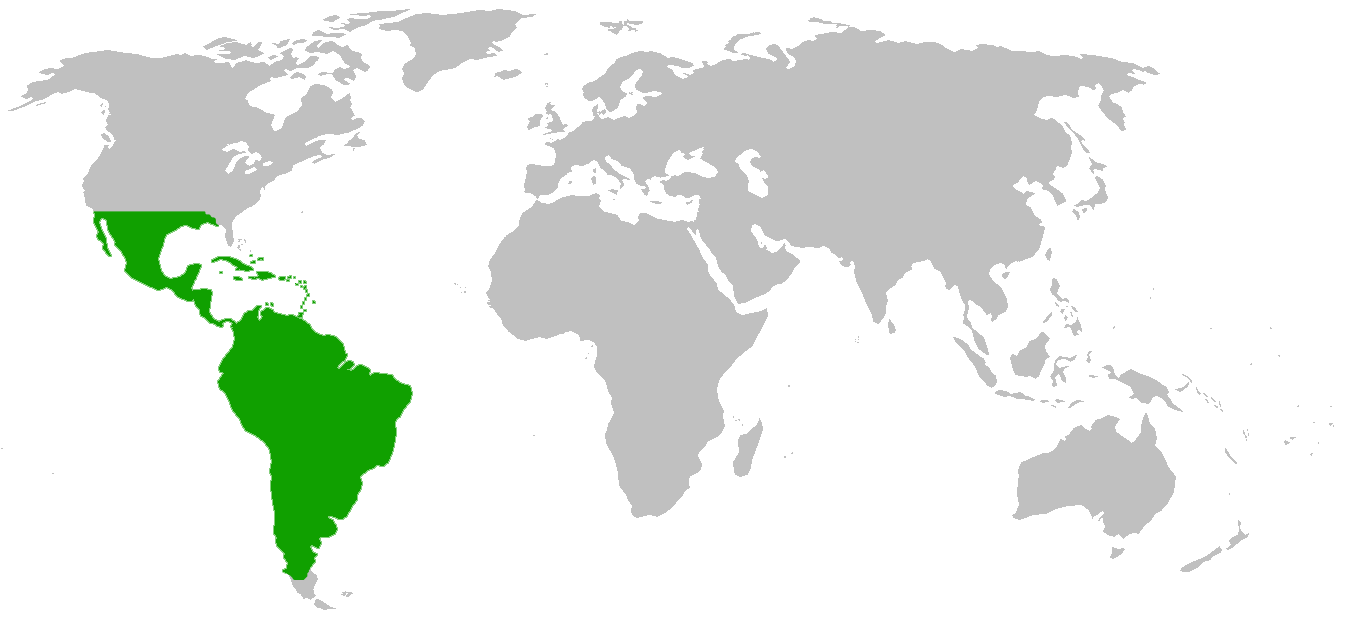
Phân bố của phân họ nà.

Theraphosinae là một phân họ nhện trong họ Theraphosidae.

## Các chi
- Acanthoscurria
- Apachepelma
- Aphonopelma
- Bonnetina
- Brachypelma
- Brachypelmides
- Cardiopelma
- Citharacanthus
- Clavopelma
- Crassicrus
- Cyclosternum
- Cyriocosmus
- Cyrtopholis
- Davus
- Euathlus
- Eupalaestrus
- Grammostola
- Hapalopus
- Hapalotremus
- Hemiercus
- Hemirrhagus
- Homoeomma
- Iracema
- Lasiodora
- Lasiodorides
- Megaphobema
- Melloleitaoina
- Metriopelma
- Neischnocolus
- Nesipelma
- Nhandu
- Ozopactus
- Pachypelma
- Pamphobeteus
- Paraphysa
- Phormictopus
- Plsesiopelma
- Proshapalopus
- Pseudhapalopus
- Reversopelma
- Schismatothele
- Schizopelma
- Sericopelma
- Sphaerobothria
- Stenotarsus
- Stichoplastoris
- Theraphosa
- Thrixopelma
- Tmesiphantes
- Vitalius
- Xenethis